# ダービー・アリン
サミュエル・ラッチ（Samuel Ratsch, 1993年1月7日 - ）は、アメリカ合衆国ワシントン州シアトル出身のプロレスラー。AEWにてダービー・アリン（Darby Allin）のリングネームで所属。

## 経歴

### キャリア初期
2014年にプロレスラーとしてデビュー。MLWやAAAに参戦した。

### AEW
2019年4月12日にAEWと契約。6月29日の「ファイター・フェスト」で初出場し、コーディと対戦するも時間切れで引き分けた。10月16日放送のダイナマイトにてクリス・ジェリコの持つAEW世界王座に挑戦したが、敗れた。
2020年11月7日のPPV「フル・ギア」にてコーディ・ローデスに勝利し、AEW TNT王座を初戴冠した。その後はコーディと共闘し、タズが率いるヒールユニット「チーム・タズ」と抗争を繰り広げた。
2021年3月10日放送のダイナマイトにてスコーピオ・スカイに勝利し、TNT王座を防衛した。翌週のダイナマイトでは前年に亡くなったブロディ・リーに追悼の意を込めてTNT王座のオープン・チャレンジを宣言し、名乗りを上げたジョン・シルバーに勝利して王座を防衛した。4月7日にはJDドレイク、9日にはザ・ブッチャーに勝利し、王座を防衛した。5月12日のダイナマイトにてミロに敗れ王座陥落。TNT王座では歴代最長となる186日間の保持だった。
2022年5月11日にジェフ・ハーディーと対戦。敗れたものの、梯子の上からのダイブを敢行するなどして注目を集めた。同年12月よりTNT王座を保持するサモア・ジョーとの抗争を開始した。
2023年1月4日放送のダイナマイトにてジョーに勝利し、二度目のTNT王座戴冠を果たした。その後四度の防衛を経て、2月1日のダイナマイトにてジョーに敗れて王座陥落した。5月28日のPPV「ダブル・オア・ナッシング」にて、フェイタル4ウェイマッチでMJFの保持するAEW世界王座に挑戦したが、敗れた。
2024年2月7日、スティングと組んでリッキー・スタークス、ビッグ・ビルに勝利し、AEW世界タッグチーム王座を初戴冠した。その後、3月3日のPPV「レボリューション」にてヤング・バックスに勝利して王座を防衛。この試合を最後にスティングが現役引退したため、無敗のまま王座を返上した。同月13日のPPV「ビッグ・ビジネス」にてジェイ・ホワイトに敗れた後、BULLET CLUB GOLDの面々から襲撃された。試合後には足を骨折していたことが明らかになった。

### プロレスリング・ノア
2023年1月23日、グレート・ムタの引退興行「GREAT MUTA FINAL " BYE-BYE"」参戦のため来日。メインイベントでムタ、スティングと組み、AKIRA、白使、丸藤正道との6人タッグマッチに勝利した。

## プロレスラーとしての特徴
パンク・ロックのファンで、現在のリングネーム「ダービー・アリン」はミュージシャンのダービー・クラッシュとGGアリンが由来である。
かつてはプロのスケートボード選手を目指していたこともあり、スケートボードに乗って入場したり、武器として使用することがある。当初はプロレス、スケートボード双方のファンからの批判を恐れ、スケートボードの使用を躊躇していたが、クリス・ジェリコから励ましとアドバイスを受けて使用に至った。

## 得意技

### フィニッシュ・ホールド
コフィン・ドロップ
背面式のセントーン。
ラスト・サッパー
フォール技にアレンジした足4の字固め。

## 獲得タイトル
AEW
- AEW TNT王座：2回
- AEW世界タッグチーム王座：1回

w / スティング
- ロイヤル・ランペイジ優勝：1回（2023年）

ノースイースト・レスリング
- NEWヘビー級王座：1回

| 年   | 2018 | 2019 | 2020 | 2021 | 2022 | 2023 | 2024 |
| ---- | ---- | ---- | ---- | ---- | ---- | ---- | ---- |
| 順位 | 433  | 394  | 55   | 14   | 45   | 55   | 97   |

## 人物
5歳の頃、酒を飲んで酔っ払った叔父が運転する車に同乗して交通事故に遭い、自身は無事だったものの叔父は死亡した。この時のトラウマからストレート・エッジを信条とし、飲酒、喫煙、ドラッグを避ける禁欲主義の生活を続けている。また、この事故から「自分は半分死んだも同然」と考えるようになり、プロレスの試合では顔の半分にドクロのペイントを施している。
2020年から登山に関心を持ち、2024年3月にエベレストへ登る予定であることを発表した。2023年後半から登山へ向けたトレーニングを進めていたが、プロレスの試合で足を骨折してしまい、2025年に延期することになった。2025年4月8日からエベレスト登山を開始し、5月18日に登頂した。
2018年11月21日に女子プロレスラーのプリシラ・ケリーと結婚し、2020年8月10日に離婚した。ケリーによれば離婚後も関係は良好で、友人として交流が続いているという。